# Gesamthandseigentum
Von Gesamthandseigentum spricht man im deutschen Privatrecht, wenn Eigentum mehreren Personen gemeinsam zusteht. In der Schweiz und Liechtenstein heißt die entsprechende Eigentumsform Gesamteigentum. Es ist also jede Person für sich Eigentümer der ganzen Sache („Jedem gehört Alles“), nicht etwa Eigentümer eines ideellen Bruchteils. Dadurch unterscheidet sich das Gesamthandseigentum vom Miteigentum nach Bruchteilen. Die Eigentümer sind aber in der Verfügungsmacht über das Eigentum beschränkt („gesamthänderisch gebunden“).

## Wesen des Gesamthandseigentums

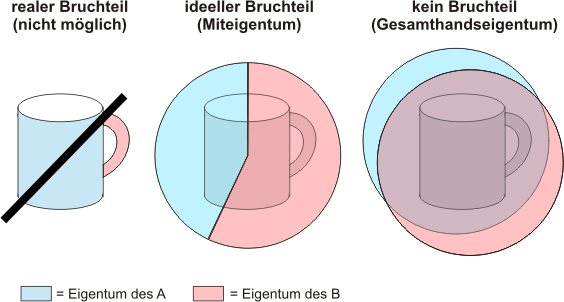
Während an realen Bruchteilen einer Sache keine verschiedenen Rechte bestehen können (links), ist Miteigentum an ideellen Bruchteilen (Mitte) möglich. Beim Gesamthandseigentum ist dagegen jeder Eigentümer, aber in der Verfügung gebunden (rechts).

Die gesetzlichen Regelungen sprechen meist davon, dass eine Verfügung über einzelne Anteile an den Gegenständen des Gesamthandsvermögens nicht möglich sei. Das ist im Ergebnis richtig, greift aber zu kurz: Es gibt anders als beim Bruchteilseigentum schon gar keine Eigentumsanteile, über die verfügt werden könnte.
Allerdings gibt es Anteile am Gesamthandsvermögen insgesamt, über die ggf. verfügt werden kann (so bei der Erbengemeinschaft, § 2033 BGB). Diese prozentuale Beteiligung spielt nur bei Verwaltung und Auseinandersetzung des Vermögens eine Rolle, hat aber keine Auswirkung auf die Eigentumslage. Deshalb wird der Anteil am Gesamthandsvermögen auch nicht ins Grundbuch eingetragen (vgl. § 47 Grundbuchordnung (GBO), unter dessen ersten Fall das Bruchteilseigentum fällt, das Gesamthandseigentum aber unter den zweiten).
Beispiel: Erben beispielsweise A und B zu jeweils 50 % und besteht der Nachlass aus einem Grundstück und einem Kraftfahrzeug, so haben nicht etwa beide je hälftiges Miteigentum an Grundstück und Auto, sondern beide Gegenstände gehören jedem von ihnen ganz, ohne dass es einen Anteil an den einzelnen Gegenständen gäbe. Sie sind aber gesamthänderisch gebunden, können also über Grundstück und Auto nur gemeinschaftlich verfügen, § 2040 BGB. Als Eigentümer des Grundstücks würde deshalb ins Grundbuch eingetragen: "A und B in ungeteilter Erbengemeinschaft". Allerdings sind sie am Gesamthandsvermögen anteilig beteiligt, was beispielsweise für die Verteilung des Überschusses in der Auseinandersetzung Bedeutung hat (§ 2047 BGB).

## Entstehung
Gesamthandseigentum kommt bei der Erbengemeinschaft und der Gütergemeinschaft vor. Früher verstand man auch das Gesellschaftsvermögen der Gesellschaft bürgerlichen Rechts als Gesamthandseigentum der Gesellschafter (so auch der Wortlaut des § 718 Abs. 1 BGB: „Die Beiträge der Gesellschafter und die durch die Geschäftsführung für die Gesellschaft erworbenen Gegenstände werden gemeinschaftliches Vermögen der Gesellschafter (Gesellschaftsvermögen)“.) Seit Anerkennung der Teilrechtsfähigkeit der Außen-GbR durch den Bundesgerichtshof handelt es sich dabei aber nicht mehr um gesamthänderisch gebundenes Vermögen der Gesellschafter, sondern eigenes Vermögen der (teil)rechtsfähigen Gesellschaft, also um „normales“ Eigentum. Das hat der Bundesgerichtshof inzwischen auch für unbewegliche Sachen anerkannt, obwohl es dann an der Publizität der dahinterstehenden Gesellschafter fehlt.
Auf Grund von § 47 Abs. 2 GBO in Verbindung mit Art. 229 § 21 EGBGB und § 899a BGB (jeweils in der Neufassung vom 17. August 2009, BGBl 2009 Teil I Nr. 53, S. 2714 ff) müssen seit 2009 neben dem Namen der Gesellschaft bürgerlichen Rechts auch ausdrücklich ihre Gesellschafter in das Grundbuch eingetragen werden. Insoweit hat der Gesetzgeber der zuvor zum Teil abweichenden Rechtsprechung nunmehr die Grundlage entzogen.

## Verwaltung und Verfügung
Die gesamthänderische Bindung der Eigentümer wird bei Verwaltung und Verfügung deutlich. Beides kann grundsätzlich nur gemeinschaftlich geschehen, was kompliziert ist und in der Praxis oft Probleme bereitet. Daher gibt das Gesetz jedem Miterben einen Auseinandersetzungsanspruch, um ein Ende der gesamthänderischen Bindung herbeizuführen.

## Aufhebung und Beschränkung
Die Gesamthandsgemeinschaft wird jedenfalls durch die Substanzteilung des Gesamthandseigentums (Realteilung, Watschierung) aufgelöst.
Durch die Nutzungsteilung bei Gesamthandseigentum (früher auch Örterung, Mutschierung genannt) oder die  Verwaltungsteilung bei Gesamthandseigentum (früher auch Auszeigung genannt) kann faktisch durch eine Vereinbarung eine Beschränkung des Prinzips, dass jede Person für sich Eigentümer der ganzen Sache ist und gesamthänderisch gebunden ist, stattfinden. Die Gesamthand wird damit den Regelungen und Möglichkeiten des Miteigentums angenähert.

## Vergleichbare Institute und Bedeutung
Nicht nur das Eigentum, sondern auch andere Rechte können in gesamthänderischer Gebundenheit vorliegen (z. B. eine zum Nachlass gehörende Forderung).
Folgt man der oben erwähnten Rechtsprechung des Bundesgerichtshofes zur Gesellschaft bürgerlichen Rechts, hat die Gesamthand einen wesentlichen Anwendungsfall verloren, wobei zu beachten ist, dass die neue Gruppenlehre nur im Außenverhältnis der GbR und im Innenverhältnis nach wie vor die individualistische Theorie gilt, nach der die Gesellschafter nach wie vor als Gesamthänder Vermögensträger sind. Auch die eheliche Gütergemeinschaft wird wegen ihrer außerordentlichen Kompliziertheit nahezu nie vereinbart. Damit bleibt als häufiger Fall nur die Miterbengemeinschaft, die bei der gesetzlichen Erbfolge häufig entsteht, aber durch testamentarische Erbeinsetzung vermieden werden kann.

## Schweiz
Das Gesamthandseigentum ist auch im schweizerischen Zivilgesetzbuch kodifiziert und dort als "Gesamteigentum" bezeichnet (Art. 652 ZGB). Hiernach sind mehrere Personen kraft Gesetzes oder Vertrages zu einer Gemeinschaft verbunden, die über die Sache nur gemeinsam verfügen können (Art. 653 Abs. 2 ZGB). Die Verfügung über einen Bruchteil der Sache ist nach Art. 653 Abs. 3 ZGB ausgeschlossen. Daher liegt nach deutschem Maßstab Gesamthandseigentum vor, was das schweizerische Gesamteigentum vom deutschen Miteigentum unterscheidet.